# ФК „Рейнджърс“
ФК „Рейнджърс“ (Rangers Football Club – Рейнджърс Футбол Клъб), познат още като „Глазгоу Рейнджърс“, е футболен клуб, базиран в Глазгоу, Шотландия.
Отборът играе в първото ниво на шотландския футбол – Шотландската премиър лига. Отборът държи световен рекорд за най-много спечелени титли в своето елитно първенство (55).

## История
Четиримата основатели на Рейнджърс – братята Питър и Моузес Макнийл, Питър Кампбъл и Уилям Макбийт се срещат през 1872 година и решават да създадат свой собствен клуб. Името „Рейнджърс“ е заимствано от това на английски клуб по ръгби. За година на основаване на клуба се счита 1872, когато се провежда първото събрание и се избира ръководство.
През сезон 1890/91 стартира Шотландската футболна лига, а Рейнджърс са един от десетте ѝ основатели. По това време играят на „Айброкс“. Първият мач в лигата на Рейнджърс е проведен на 16 август 1890 г. и завършва с победа над Хартс. След като завършват с равни точки на върха с Дъмбартън, титлата е поделена – това е прецедент в цялата история на клуба.
„Рейнджърс“ постига рекорд, като печели титлата девет последователни пъти между 1988/89 и 1996/97. През първите три сезона от този период клубът е ръководен от Греъм Сунес, а след това от Уолтър Смит.

## Успехи

### Национални успехи
- Шотландска премиър лига
  -  Шампион (55, рекорд): 1890/91, 1898/99, 1899/00, 1900/01, 1901/02, 1910/11, 1911/12, 1912/13, 1917/18, 1919/20, 1920/21, 1922/23, 1923/24, 1924/25, 1926/27, 1927/28, 1928/29, 1929/30, 1930/31, 1932/33, 1933/34, 1934/35, 1936/37, 1938/39, 1946/47, 1948/49, 1949/50, 1952/53, 1955/56, 1956/57, 1958/59, 1960/61, 1962/63, 1963/64, 1974/75, 1975/76, 1977/78, 1986/87, 1988/89, 1989/90, 1990/91, 1991/92, 1992/93, 1993/94, 1994/95, 1995/96, 1996/97, 1998/99, 1999/00, 2002/03, 2004/05, 2008/09, 2009/10, 2010/11, 2020/21
  -  Вицешампион (34): 1892/93, 1895/96, 1897/98, 1904/05, 1913/14, 1915/16, 1918/19, 1921/22, 1931/32, 1935/36, 1947/48, 1950/51, 1951/52, 1957/58, 1961/62, 1965/66, 1966/67, 1967/68, 1968/69, 1969/70, 1972/73, 1976/77, 1978/79, 1997/98, 2000/01, 2001/02, 2003/04, 2006/07, 2007/08, 2011/12, 2018/19, 2019/20, 2022/23, 2023/24
  -  Бронзов медал (20):
- Чемпиъншип
  -  Шампион (1): 2015/16
- Първа лига
  -  Шампион (1): 2014/15
- Втора лига
  -  Шампион (1): 2012/13
- Купа на Шотландия
  -  Носител (34): 1893/94, 1896/97, 1897/98, 1902/03, 1927/28, 1929/30, 1931/32, 1933/34, 1934/35, 1935/36, 1947/48, 1948/49, 1949/50, 1952/53, 1959/60, 1961/62, 1962/63, 1963/64, 1965/66, 1972/73, 1975/76, 1977/78, 1978/79, 1980/81, 1991/92, 1992/93, 1995/96, 1998/99, 1999/00, 2001/02, 2002/03, 2008, 2008/09, 2021/22
  -  Финалист (18, рекорд): 1876/77, 1878/79, 1898/99, 1903/04, 1904/05, 1920/21, 1921/22, 1928/29, 1968/69, 1970/71, 1976/77, 1979/80, 1981/82, 1982/83, 1988/89, 1993/94, 1997/98, 2015/16
- Купа на Лигата:
  -  Носител (28, рекорд): 1946/47, 1948/49, 1960/61, 1961/62, 1963/64, 1964/65, 1970/71, 1975/76, 1977/78, 1978/79, 1981/82, 1983/84, 1984/85, 1986/87, 1987/88, 1988/89, 1990/91, 1992/93, 1993/94, 1996/97, 1998/99, 2001/02, 2002/03, 2004/05, 2007/08, 2009/10, 2010/11, 2023/24
  -  Финалист (10): 1951/52, 1957/58, 1965/66, 1966/67, 1982/83, 1989/90, 2008/09, 2019/20, 2022/23, 2023/24
- Купа на предизвикателството:
  -  Носител (1): 2015/16
  -  Финалист (1): 2013/14

### Регионални успехи
- Купа на Глазгоу:
  -  Носител (48, рекорд): 1893, 1894, 1897, 1898, 1900, 1901, 1902, 1911, 1912, 1913, 1914, 1918, 1919, 1922, 1923, 1924, 1925, 1930, 1932, 1933, 1934, 1936, 1937, 1938, 1940, 1942, 1943, 1944, 1945, 1948, 1950, 1954, 1957, 1958, 1960, 1969, 1971, 1975*, 1976, 1979, 1983, 1985, 1986, 1987, 2009, 2010, 2012, 2013
  -  Финалист (23): 1888, 1895, 1899, 1905, 1908, 1910, 1916, 1927, 1928, 1931, 1935, 1941, 1953, 1955, 1956, 1959, 1970, 1982, 2008, 2011, 2014, 2015, 2016.

- Благотворителна купа на Глазгоу:
  -  Носител (32): 1879, 1897, 1900, 1904, 1906, 1907, 1909, 1911, 1919, 1922, 1923, 1925, 1928, 1929, 1930, 1931, 1932, 1933, 1934, 1939, 1940, 1941, 1942, 1944, 1945, 1946, 1947, 1948, 1951, 1955, 1957, 1960
  -  Финалист (20): 1877, 1880, 1881, 1883, 1892, 1893, 1895, 1898, 1899, 1913, 1915, 1921, 1924, 1927, 1936, 1938, 1940, 1950, 1954, 1958

- Международна изложбена купа на Глазгоу:
  -  Носител (1): 1901

### Международни успехи
- КНК:
  -  Носител (1):

1971 – 72 (Динамо Москва 3:2)
- Финалист (1):

1960 – 61 (Фиорентина 0:2 и 1:2)

1966 – 67 (Байерн Мюнхен 0:1)
- Купа на УЕФА:
  -  Финалист (2):

2007 – 08 (Зенит 0:2)
2021/22(1:1 Айнтрахт 5:4 на дузпи)

### Други успехи
- Купа Тенънт Каледониън: (Великобритания)
  -  Носител (1): 1978
- Купа Блекторн: (Великобритания)
  -  Носител (1): 2013
- Мемориал Уолтър Тал: (Великобритания)
  -  Носител (1): 2004
- Купа Вернесгрюнер: (Германия)
  -  Носител (1): 2003
- Шампионска купа на Дубай: (ОАЕ)
  -  Носител (1): 1987
- Южна лига
  -  Шампион (6): 1940/41, 1941/42, 1942/43, 1943/44, 1944/45, 1945/46
- Купа на Южната лига:
  -  Носител (4): 1940/41, 1941/42, 1942/43, 1944/45
  -  Финалист (2): 1943/44, 1945/46
- Шотландска купа на военната бърза помощ:
  -  Носител (4): 1940
- Лятна купа:
  -  Носител (1): 1942
  -  Финалист (2): 1941, 1943
- Tennents' Sixes:
  -  Носител (2):1984, 1989

## Известни бивши футболисти
| - Греъм Сунес - Бари Фъргюсън - Алън Джонсън - Али Маккойст - Клаудио Каниджа - Дадо Пършо - Бриан Лаудруп - Пол Гаскойн - Марк Хейтли | - Тревър Стивън - Гари Стивънс - Крис Удс - Анти Ниеми - Жан-Ален Бумсонг - Стефан Гиварш - Шота Арвеладзе - Франк де Бур - Роналд де Бур | - Джовани ван Бронкхорст - Петер ван Фосен - Туре Андре Флу - Даниел Продан - Андрей Канчелскис - Юаким Бьорклунд - Алексей Михайличенко - Клаудио Рейна - Алекс Фъргюсън |

## Бивши треньори
- Греъм Сунес
- Дик Адвокаат
- Пол Льо Гуен
- Уолтър Смит
- Стивън Джерард
- Джовани ван Бронкхорст